# Gerbillus dunni
Espèce
Synonymes
- Gerbillus bilensis Frick, 1914

Statut de conservation UICN

 LC  : Préoccupation mineure
Gerbillus dunni ou Gerbillus (Gerbillus) dunni est une espèce qui fait partie des rongeurs. C'est une gerbille de la famille des Muridés que l'on rencontre dans l'est de l'Éthiopie, le centre de la Somalie, Djibouti et Érythrée.
Synonyme : Gerbillus bilensis Frick, 1914